# Stenolophus dolosus
Stenolophus dolosus är en skalbaggsart som beskrevs av Thomas Casey. Stenolophus dolosus ingår i släktet Stenolophus och familjen jordlöpare. Inga underarter finns listade i Catalogue of Life.